# Urszula Bartkiewicz
Urszula Bartkiewicz (ur. 28 stycznia 1952 w Bielsku-Białej) – polska klawesynistka, profesor sztuk muzycznych.

## Życiorys
Ukończyła z wyróżnieniem studia muzyczne w klasie klawesynu Elżbiety Stefańskiej-Łukowicz w Akademii Muzycznej w Krakowie. Swoje kwalifikacje uzupełniała w Konserwatorium w Paryżu, a w latach 1974–1987 podczas licznych międzynarodowych kursów mistrzowskich w Pradze, Zurychu, Paryżu, Madrycie, Stuttgarcie, pracując m.in. z wybitnymi wirtuozami klawesynu. Brała udział w licznych festiwalach. W 1975 otrzymała główną nagrodę IX Festiwalu Pianistyki Polskiej w Słupsku oraz Nagrodę Publiczności na Międzynarodowym Konkursie Klawesynowym w Paryżu. W 1977 zdobyła I miejsce i Złoty Medal na Międzynarodowym Konkursie Klawesynowym Conservatoire Nationale de Bobigny w Paryżu. 
W jej dorobku artystycznym znajdują się liczne koncerty w Austrii, Belgii, Czechach, Estonii, Francji, Hiszpanii, Holandii, na Litwie, Łotwie, w Niemczech, Rosji, Słowenii, USA i Wielkiej Brytanii. 
Oprócz działalności artystycznej zajmuje się dydaktyką w dziedzinie muzyki dawnej i jej wykonawstwa, prowadzeniem zespołów kameralnych oraz pedagogiką muzyczną. W 1992 uzyskała kwalifikacje I stopnia w zakresie gry na klawesynie, równoważne doktoratowi, a w 1996 krakowska Akademia Muzyczna przyznała jej kwalifikację II stopnia w dziedzinie sztuki muzycznej (równoważne habilitacji). Od 1998 jest wykładowcą Akademii Muzycznej im. Feliksa Nowowiejskiego w Bydgoszczy. Organizuje m.in. sesje naukowe nt. wykonawstwa muzyki dawnej z udziałem zagranicznych wykładowców i udziela się aktywnie w innych pracach naukowo-artystycznych bydgoskiej uczelni. Wprowadziła do programu sztudiów kształcenie na instrumentach dawnych. W 2003 uzyskała tytuł profesora sztuk muzycznych. Od 2006 kieruje Katedrą Klawesynu, Organów i Muzyki Dawnej.
W swoim dorobku posiada nagrania radiowe i płytowe. Dla Polskiego Radia nagrała jako pierwsza Sonaty klawesynowe G.P. Del Buono, tańce z Tabulatury Jana z Lublina oraz przez nią odkryte utwory z Kancjonałów Teresy O. Fabiańskiej i Jadwigi Dygulskiej, a także ze zbiorów księżniczki Anny Marii Saskiej. Jest także pierwszą wykonawczynią utworów współczesnych, m.in. Koncertu klawesynowego Z. Bagińskiego oraz laureatką „Fryderyka 1999”, nagrody muzycznej przyznanej przez Akademię Fonograficzną, za 4-płytowy album z nagraniem Das Wohltemperierte Klavier J.S. Bacha (Acte Préalable AP0101-02, AP0103-04).
Została uhonorowana m.in. odznaką „Zasłużony Działacz Kultury” (1996) i Złotym Krzyżem Zasługi (2002).